# Edvin Laine
Edvin Laine   (Iisalmi, 13 de juliol de 1905 - Hèlsinki, 18 de novembre de 1989) és conegut com a director de cinema sobretot per la seva adaptació de la novel·la de Väinö Linna, Soldat desconegut (Tuntematon sotilas). És una pel·lícula dels anys 50 i és un referent nacional a Finlàndia després de la Segona Guerra Mundial. Encara s'emet cada any sobre les cadenes de televisió finlandeses el 6 de desembre, dia de la festa nacional. L'any 1953, assolí el prix Jussi al millor realitzador, per la pel·lícula Heta Niskavuori, una adaptació de la novel·la de Hella Wuolijoki. Va rebre la medalla Pro Finlàndia l'any 1955.
La seva pel·lícula de 1958 Sven Tuuva the Hero va ser presentada al 9è Festival Internacional de Cinema de Berlín. Tres anys després, la seva pel·lícula  Skandaali tyttökoulussa es va presentar al 2n Festival Internacional de Cinema de Moscou. Aquí, sota l'estrella polar' ' va ser inscrit al 6è Festival Internacional de Cinema de Moscou. La seva pel·lícula de 1970 Aksel i Elina es va presentar al 7è Festival Internacional de Cinema de Moscou.
Laine esta casat amb l'actriu Mirjam Novero. Està enterrat al Cementiri d'Hietaniemi a Hèlsinki.

## Filmografia
- 1955 : Soldat desconegut (Tuntematon sotilas)
- 1957 : Musta rakkaus (Amor negre)
- 1977 : Viimeinen savotta